# Paul Wild
Paul Wild   (Wädenswil, 5 d'octubre de 1925 - Berna, 2 de juliol de 2014), fou un astrònom suís.
Va ser assistent del també astrònom suís Fritz Zwicky entre 1951 i 1955 en l'Observatori de Mount Wilson i a la universitat Caltech en Pasadena (Califòrnia). Va ser Professor i Director, entre 1980 i 1991, de l'Institut d'Astronomia de la Universitat de Berna, on exerceix com a Professor Emèrit. Va ser també president de la Fundació Fritz Zwicky fins a 2005.
Va treballar en l'Observatori de Berna-Zimmerwald des del qual va descobrir fins a 94 asteroides i 7 estels, entre ells el cometa periòdic 81P/Wild en 1978, també anomenat Wild 2, que va ser visitat per la sonda espacial Stardust, de la NASA, en 2004.
L'asteroide (1941) Wild va ser anomenat d'aquesta manera en el seu honor.